# 经颅多普勒

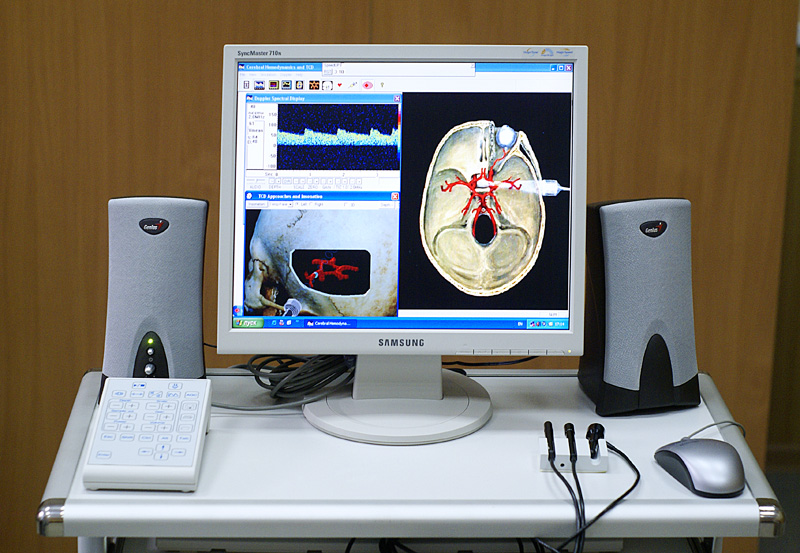
经颅多普勒超声血流速度分析仪

经颅多普勒（transcranial Doppler，TCD）与经颅彩色多普勒（transcranial color Doppler，TCCD）是一种多普勒超声成像技术，利用通过颅骨超声波与其回波的多普勒效应，对接收到的声学信号进行分析，来检测颅内外大血管中血流动力学。
经颅多普勒可用于辅助诊断血栓、颅内外动脉狭窄或闭塞、蛛网膜下腔出血（动脉瘤破裂出血）引起的血管痉挛，以及进行微栓子监测和判断其他颅内外血管问题（如镰状细胞病、缺血性脑血管病、动静脉畸形、脑循环停滞等）。
经颅多普勒设备越来越便携，使临床医生可以很方便的进行住院和门诊检查。这些检查经常与其他检查结合进行，如MRI、MRA、颈动脉双相超声和CT扫描等，也被用于认知神经科学的研究。

## 经颅多普勒发泡试验
经颅多普勒发泡试验（TCD bubble test）是利用经颅多普勒超声的盐水激发试验方法，诊断右向左分流。其借由肘静脉将对比剂注入右心房，若存在心脏或肺动静脉异常右向左分流，则微泡通过分流进入左心和体循环动脉系统，使用经颅多普勒可监测到进入脑动脉的微栓子信号，在诊断右向左分流具有高敏感度。